# Mambos by Tito Puente - Volume 1
Mambos by Tito Puente - Volume 1 è un album di Tito Puente, pubblicato dalla Tico Records nel 1951. Il disco contiene brani usciti in precedenza solo su 78 giri, registrati a New York dal 1949 al 1951.

## Tracce
Lato A
1. Mambo la roca – 2:37 (Milta Sanchez, Tito Puente)
2. Lo dicen todos – 3:19 (Arsenio Rodríguez)
3. Babarabatiri – 3:04 (Antar Daly)
4. A burujon puñao – 3:13 (José C. Ménendez)

Lato B
1. Mambolero – 2:50 (Milta Sanchez, Tito Puente)
2. Cuban mambo – 3:10 (Rafael Angullo, Xavier Cugat)
3. Cuban cutie – 2:57 (Ethel Smith, Vicentino Valdés)
4. Mi guaguanco – 2:50 (J.C. Menendez)

## Musicisti
Tito Puente y su Orquesta
- Tito Puente – timbales, vibrafono, leader
- Vicentico Valdez – voce, maracas
- Bobby Escoto –  voce, maracas
- Jimmy Frisaura – tromba
- Frank La Pinto – tromba
- Gene Pappetti – tromba
- Gil López – pianoforte
- Luis Varona – pianoforte
- Edward Grimm – sassofono
- Irving Butler – sassofono
- Sol Rabinowitz – sassofono
- Joseph Herde – sassofono
- Amado Visoso – contrabbasso
- Manny Oquendo – bongos
- Mongo Santamaría – congas
- Frankie Colón – congas
- Graciela – accompagnamento vocale (coro)